# Необыкновенные приключения Карика и Вали
Необыкновенные приключения Карика и Вали — книга советского писателя Яна Ларри о фантастических путешествиях детей. В увлекательной приключенческой форме писатель рассказывает о растениях и насекомых. Написана в 1937 году, неоднократно переиздавалась.
В 1987 году по книге снят одноимённый фильм, а в 2005 году — одноимённый мультфильм.

## Сюжет
Однажды профессор Иван Гермогенович Енотов изобрёл некий эликсир и пригласил мальчика Карика и его сестру Валю поприсутствовать при первом его испытании: он собирался дать разработанное им средство кроликам, которые после этого должны были очень сильно уменьшиться в размерах.
Утром дети сбегают из дома и направляются в квартиру профессора. Придя в лабораторию, ребята не застают профессора на месте и, ожидая его, Валя заметила какой-то «лимонад». Выпив его, дети увидели стрекозу и под действием выпитого раствора уменьшаются до размера насекомых. Дети понимают, в какую опасную ситуацию попали. Чтобы привлечь внимание профессора, они залезают на лежащую на подоконнике мёртвую, по их мнению, стрекозу, надеясь, что учёный возьмёт насекомое, чтобы исследовать под микроскопом, — и тогда увидит их и вернёт им обычные размеры. Однако стрекоза оказалась живой, неожиданно взлетела и умчалась, унося на себе крошечных седоков. Вернувшись в лабораторию и узнав от соседа, что мама Карика и Вали в отчаянии ищет пропавших детей, Иван Гермогенович замечает, что эликсир почти весь выпит. Вспомнив о лежавшей на подоконнике стрекозе, он догадывается, что произошло, и отправляется на поиски ребят, захватив с собой порошок для увеличения. Спрятав коробку с порошком в траве и отметив это место высоким шестом с ярким вымпелом, профессор выпивает оставшийся эликсир, уменьшается и принимается разыскивать крошечных мальчика и девочку среди травяных «джунглей». В конце концов ему удаётся найти Карика и Валю, и втроём они пускаются в долгий путь к коробке с увеличительным порошком. Но путешественники не ведают, сколько страшных и интересных приключений им предстоит пережить…